# Saint-Sylvestre-sur-Lot
Pour les articles homonymes, voir Saint-Sylvestre.
Saint-Sylvestre-sur-Lot est une commune du Sud-Ouest de la France, située dans le département de Lot-et-Garonne (région Nouvelle-Aquitaine).

## Géographie

### Localisation
Commune située sur le Lot en face de Penne-d'Agenais entre Villeneuve-sur-Lot et Fumel.

### Communes limitrophes
Les communes limitrophes sont Penne-d'Agenais, Trentels et Villeneuve-sur-Lot.
|                    |                         | Trentels |
| Villeneuve-sur-Lot | Saint-Sylvestre-sur-Lot |          |
|                    | Penne-d'Agenais         |          |

### Climat
Pour des articles plus généraux, voir Climat de la Nouvelle-Aquitaine et Climat de Lot-et-Garonne.
Historiquement, la commune est exposée à un climat océanique aquitain.  
En 2020, Météo-France publie une typologie des climats de la France métropolitaine dans laquelle la commune est exposée à un climat océanique altéré et est dans la région climatique Aquitaine, Gascogne, caractérisée par une pluviométrie abondante au printemps, modérée en automne, un faible ensoleillement au printemps, un été chaud (19,5 °C), des vents faibles, des brouillards fréquents en automne et en hiver et des orages fréquents en été (15 à 20 jours).
Pour la période 1971-2000, la température annuelle moyenne est de 13,1 °C, avec une amplitude thermique annuelle de 16,1 °C. Le cumul annuel moyen de précipitations est de 805 mm, avec 10,5 jours de précipitations en janvier et 6,6 jours en juillet. Pour la période 1991-2020, la température moyenne annuelle observée sur la station météorologique la plus proche, située sur la commune de Laroque-Timbaut à 13 km à vol d'oiseau, est de 14,0 °C et le cumul annuel moyen de précipitations est de 821,7 mm,. Pour l'avenir, les paramètres climatiques de la commune estimés pour 2050 selon différents scénarios d’émission de gaz à effet de serre sont consultables sur un site dédié publié par Météo-France en novembre 2022.

## Urbanisme

### Typologie
Au 1er janvier 2024, Saint-Sylvestre-sur-Lot est catégorisée bourg rural, selon la nouvelle grille communale de densité à sept niveaux définie par l'Insee en 2022.
Elle appartient à l'unité urbaine de Villeneuve-sur-Lot, une agglomération intra-départementale regroupant treize  communes, dont elle est une commune de la banlieue,,. Par ailleurs la commune fait partie de l'aire d'attraction de Villeneuve-sur-Lot, dont elle est une commune de la couronne,. Cette aire, qui regroupe 34 communes, est catégorisée dans les aires de 50 000 à moins de 200 000 habitants,.

### Occupation des sols

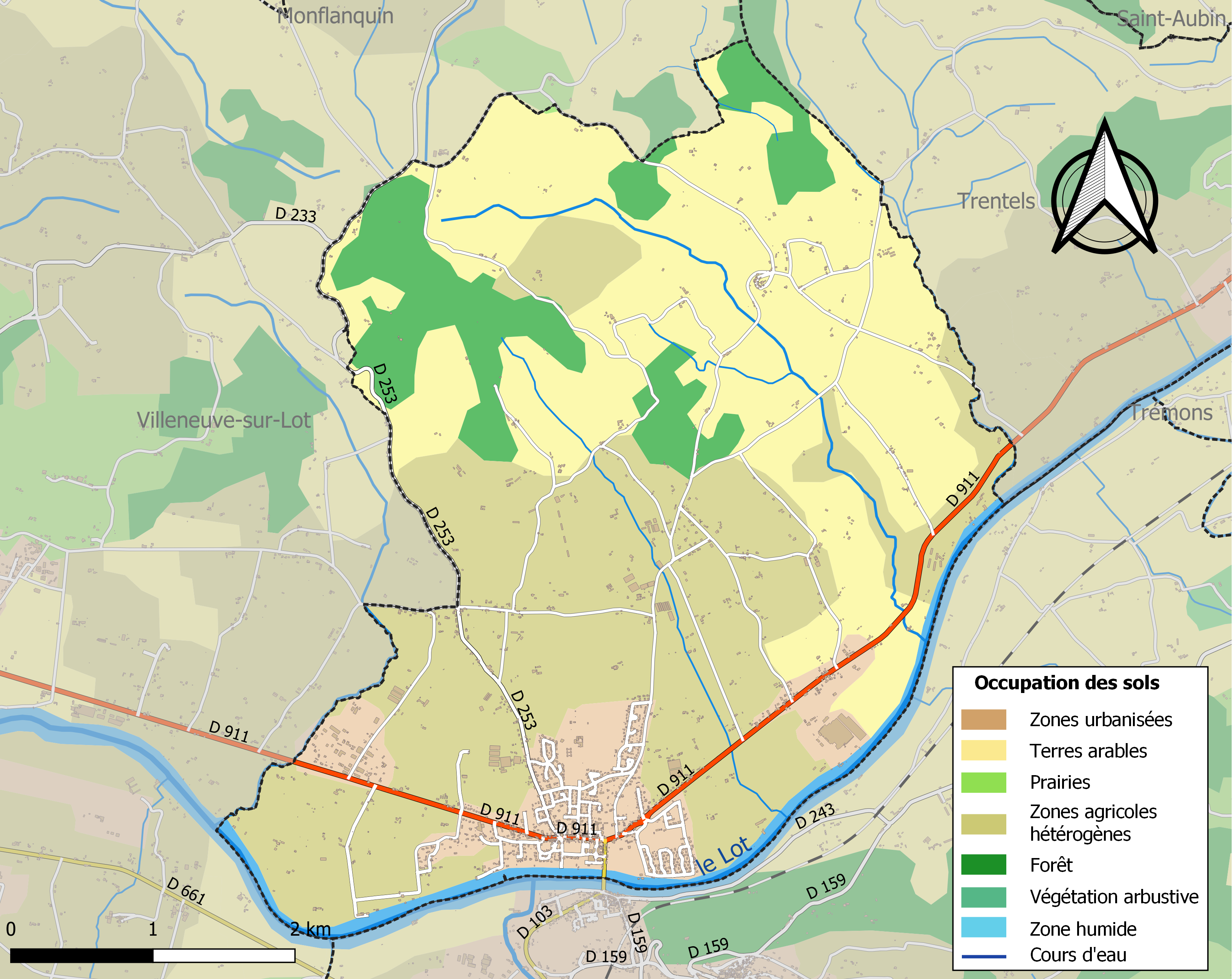
Carte des infrastructures et de l'occupation des sols de la commune en 2018 (CLC).

L'occupation des sols de la commune, telle qu'elle ressort de la base de données européenne d’occupation biophysique des sols Corine Land Cover (CLC), est marquée par l'importance des territoires agricoles (77,8 % en 2018), en diminution par rapport à 1990 (83,1 %). La répartition détaillée en 2018 est la suivante : 
zones agricoles hétérogènes (41,3 %), terres arables (36,4 %), forêts (10,2 %), zones urbanisées (7,9 %), eaux continentales (2,7 %), zones industrielles ou commerciales et réseaux de communication (1,4 %). L'évolution de l’occupation des sols de la commune et de ses infrastructures peut être observée sur les différentes représentations cartographiques du territoire : la carte de Cassini (XVIIIe siècle), la carte d'état-major (1820-1866) et les cartes ou photos aériennes de l'IGN pour la période actuelle (1950 à aujourd'hui).

### Risques majeurs
Le territoire de la commune de Saint-Sylvestre-sur-Lot est vulnérable à différents aléas naturels : météorologiques (tempête, orage, neige, grand froid, canicule ou sécheresse), inondations, mouvements de terrains et séisme (sismicité très faible). Il est également exposé à deux risques technologiques,  le transport de matières dangereuses et la rupture d'un barrage. Un site publié par le BRGM permet d'évaluer simplement et rapidement les risques d'un bien localisé soit par son adresse soit par le numéro de sa parcelle.

#### Risques naturels
Certaines parties du territoire communal sont susceptibles d’être affectées par le risque d’inondation par débordement de cours d'eau, notamment le Lot. La commune a été reconnue en état de catastrophe naturelle au titre des dommages causés par les inondations et coulées de boue survenues en 1982, 1993, 1999, 2003, 2008, 2009 et 2021,.
Les mouvements de terrains susceptibles de se produire sur la commune sont des affaissements et effondrements liés aux cavités souterraines (hors mines), des glissements de terrain et des tassements différentiels. Afin de mieux appréhender le risque d’affaissement de terrain, un inventaire national permet de localiser les éventuelles cavités souterraines sur la commune.

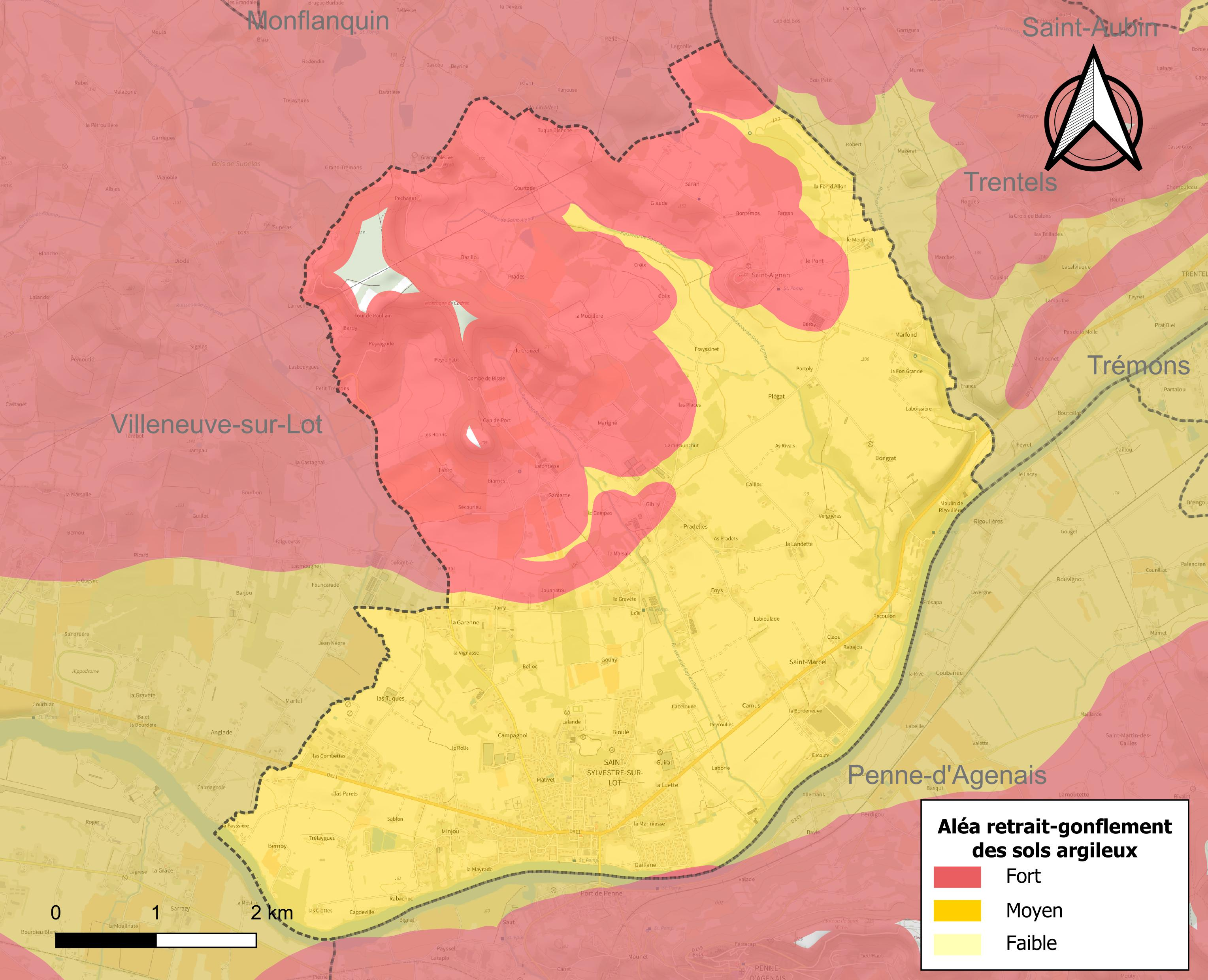
Carte des zones d'aléa retrait-gonflement des sols argileux de Saint-Sylvestre-sur-Lot.

Le retrait-gonflement des sols argileux est susceptible d'engendrer des dommages importants aux bâtiments en cas d’alternance de périodes de sécheresse et de pluie. 99,1 % de la superficie communale est en aléa moyen ou fort (91,8 % au niveau départemental et 48,5 % au niveau national). Depuis le 1er octobre 2020, en application de la loi ELAN, différentes contraintes s'imposent aux vendeurs, maîtres d'ouvrages ou constructeurs de biens situés dans une zone classée en aléa moyen ou fort,.
Concernant les mouvements de terrains, la commune a été reconnue en état de catastrophe naturelle au titre des dommages causés par la sécheresse en 2003, 2005, 2006, 2009, 2011, 2012 et 2017 et par des mouvements de terrain en 1999.

#### Risque technologique
La commune est en outre située en aval des barrages de Grandval dans le Cantal et de Sarrans en Aveyron, des ouvrages de classe A. À ce titre elle est susceptible d’être touchée par l’onde de submersion consécutive à la rupture de cet ouvrage.

## Politique et administration

### Liste des maires
| Période                                  | Période   | Identité             | Étiquette | Qualité                                                                                             |
| ---------------------------------------- | --------- | -------------------- | --------- | --------------------------------------------------------------------------------------------------- |
| Les données manquantes sont à compléter. |           |                      |           | |
| mars 1977                                | mars 2001 | René Lalbat          | UDF       | Contrôleur principal des travaux publics de l'État Conseiller général (1982-2001)                   |
| mars 2001                                | mars 2014 | Jean-Pierre Lorenzon | PR-UDI    | Juriste fiscaliste Conseiller général (2001-2015)                                                   |
| mars 2014 (réélu en mai 2020)            | En cours  | Yann Bihouée         | UMP-LR    | Conseiller en gestion de patrimoine Vice-président de la communauté de communes Fumel Vallée du Lot |

## Démographie
| 1856  | 1861  | 1866  | 1872  | 1876  | 1881  | 1886  | 1891  | 1896  |
| ----- | ----- | ----- | ----- | ----- | ----- | ----- | ----- | ----- |
| 1 551 | 1 469 | 1 437 | 1 367 | 1 377 | 1 384 | 1 357 | 1 305 | 1 262 |

| 1901  | 1906  | 1911  | 1921  | 1926  | 1931  | 1936  | 1946  | 1954  |
| ----- | ----- | ----- | ----- | ----- | ----- | ----- | ----- | ----- |
| 1 206 | 1 224 | 1 200 | 1 113 | 1 139 | 1 116 | 1 148 | 1 186 | 1 147 |

| 1962  | 1968  | 1975  | 1982  | 1990  | 1999  | 2006  | 2007  | 2012  |
| ----- | ----- | ----- | ----- | ----- | ----- | ----- | ----- | ----- |
| 1 215 | 1 385 | 1 699 | 1 879 | 2 040 | 2 060 | 2 180 | 2 200 | 2 296 |

| 2017  | 2022  | - | - | - | - | - | - | - |
| ----- | ----- | - | - | - | - | - | - | - |
| 2 296 | 2 388 | - | - | - | - | - | - | - |

## Lieux et monuments
- Château de Ferrassou ;

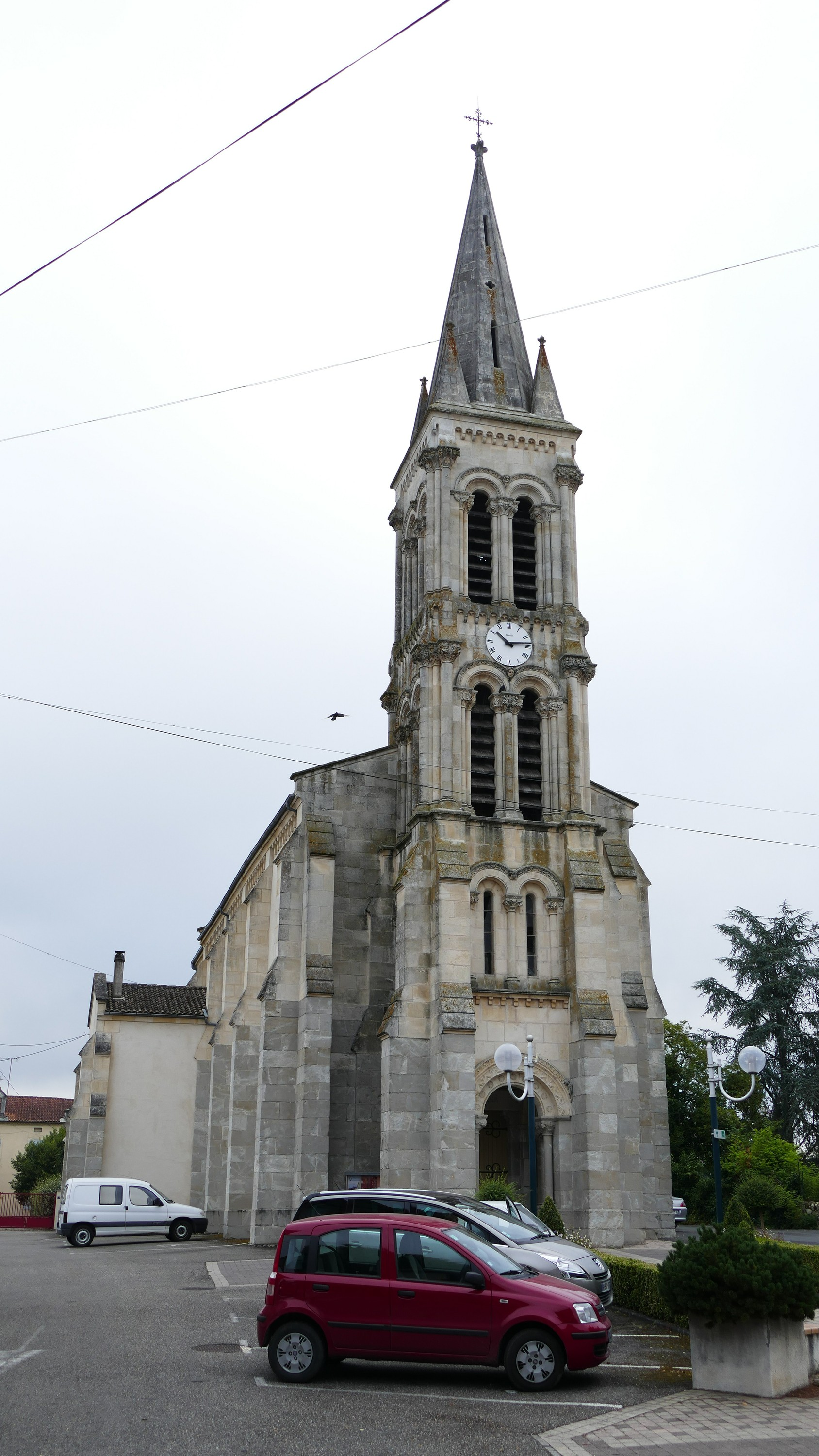
L'église de Saint-Sylvestre.

- Église Saint-Sylvestre de Saint-Sylvestre-sur-Lot. Elle est inscrite à l'Inventaire général du patrimoine culturel[31].
- Église Saint-Marcel de Saint-Marcel. Elle est inscrite à l'Inventaire général du patrimoine culturel[32].
- Église Saint-Aignan de Saint-Aignan. Elle est inscrite à l'Inventaire général du patrimoine culturel[33].
- Sanctuaire Notre-Dame de Peyragude sur la commune voisine de Penne-d'Agenais.

## Personnalités liées à la commune
- Jean Sarrazin (1770-1848), général de brigade de la Révolution et de l'Empire.
- Jean Camille Costes (1873-1950), évêque d'Angers de 1940 à 1950.

## Jumelages
- Lièpvre (Haut-Rhin) depuis 1992.